# Collégiale Saint-Pierre d'Aire-sur-la-Lys
Pour les articles homonymes, voir collégiale Saint-Pierre et Église Saint-Pierre.
La collégiale Saint-Pierre d'Aire-sur-la-Lys est une ancienne collégiale de la ville d'Aire-sur-la-Lys (Pas-de-Calais, France). Le monument impressionne par ses dimensions, et figure comme un emblème de la ville d'Aire. L'église, à la fois paroissiale et collégiale, est considérée par les bénédictins Edmond Martène et Ursin Durand comme "une des plus grandes, des plus délicates et des plus décorées des Pays-Bas".

## Historique

### DuXIIeauXVIIIesiècle: de la construction aux guerres de Louis XIV
L'église actuelle a pris la suite de l'église romane consacrée en 1166 par l'évêque de Thérouanne, Milon Ier. De cette dernière, il ne demeure que quelques pierres réemployées et les bases des piliers de l’abside que l’on peut voir dans le chœur de l’église actuelle, sous les dalles de verre. Le chapitre de chanoines d'Aire-sur-la-Lys est institué par Baudouin V en 1059. C'est le pape Calixte II qui en confirme l'institution par une bulle de 1119. Construite entre 1492 et 1634 — des pierres sculptées tant à l'intérieur qu'à l'extérieur de l'édifice précisent les dates d'avancement des travaux — la collégiale Saint-Pierre est église paroissiale depuis 1803.  
L'église a profité des libéralités des deux fils bâtards de Philippe le Bon, duc de Bourgogne, le premier Antoine, vicomte d'Aire, et le second, Jean, prévôt d'Aire. Le chœur fut achevé un peu avant 1431. Commencée en 1569 et terminée en 1624, la tour s’écroula aussitôt. Ce ne fut qu’en 1634 que la collégiale fut complètement achevée, mais depuis un siècle déjà les chanoines y célébraient l’office. Ainsi, dès 1624, la collégiale connaît ses premières restaurations : à la suite de l’effondrement de la tour et des sièges français de mai 1641 et juillet 1676 qui ont infligé des dégâts considérables au bâtiment. Le siège de septembre et novembre 1710 par les Hollandais laisse la collégiale exsangue, à l'état de ruine. La tour est fragilisée par la destruction des voûtes, et cette dernière s'effondre à nouveau en 1711. Le XVIIIe siècle est par conséquent celui de la reconstruction.  
La levée des fonds est très lente et difficile. En 1725, les chanoines vont même contribuer personnellement "à proportion de l'étendue des prébendes" et pendant cinq années à une reconstruction du chœur. Les 10 000 livres seront complétées par des quêtes en plusieurs villes comme à Saint-Omer en 1728. Le roi accorde des pensions sur les abbayes de Blangy, de Saint-Vincent de Laon, de Saint-Aubert de Cambrai et enfin sur celle du Mont-Saint-Éloi. Ainsi, le chantier du chœur est ouvert en 1728 sous l'impulsion de l'entrepreneur Fauquembergue ou Harembergue. L'office y sera célébré pour la première fois à Pâques en 1729. Le transept est rétabli en 1733, les murs de la nef en 1736 et la voûte en 1738. La tour, qui a conservé ses deux premiers niveaux, est réédifiée entre 1735 et 1750, peu avant l'érection du beffroi en 1764. 

### DuXIXesiècleà aujourd'hui: entre restaurations et nouvelles destructions

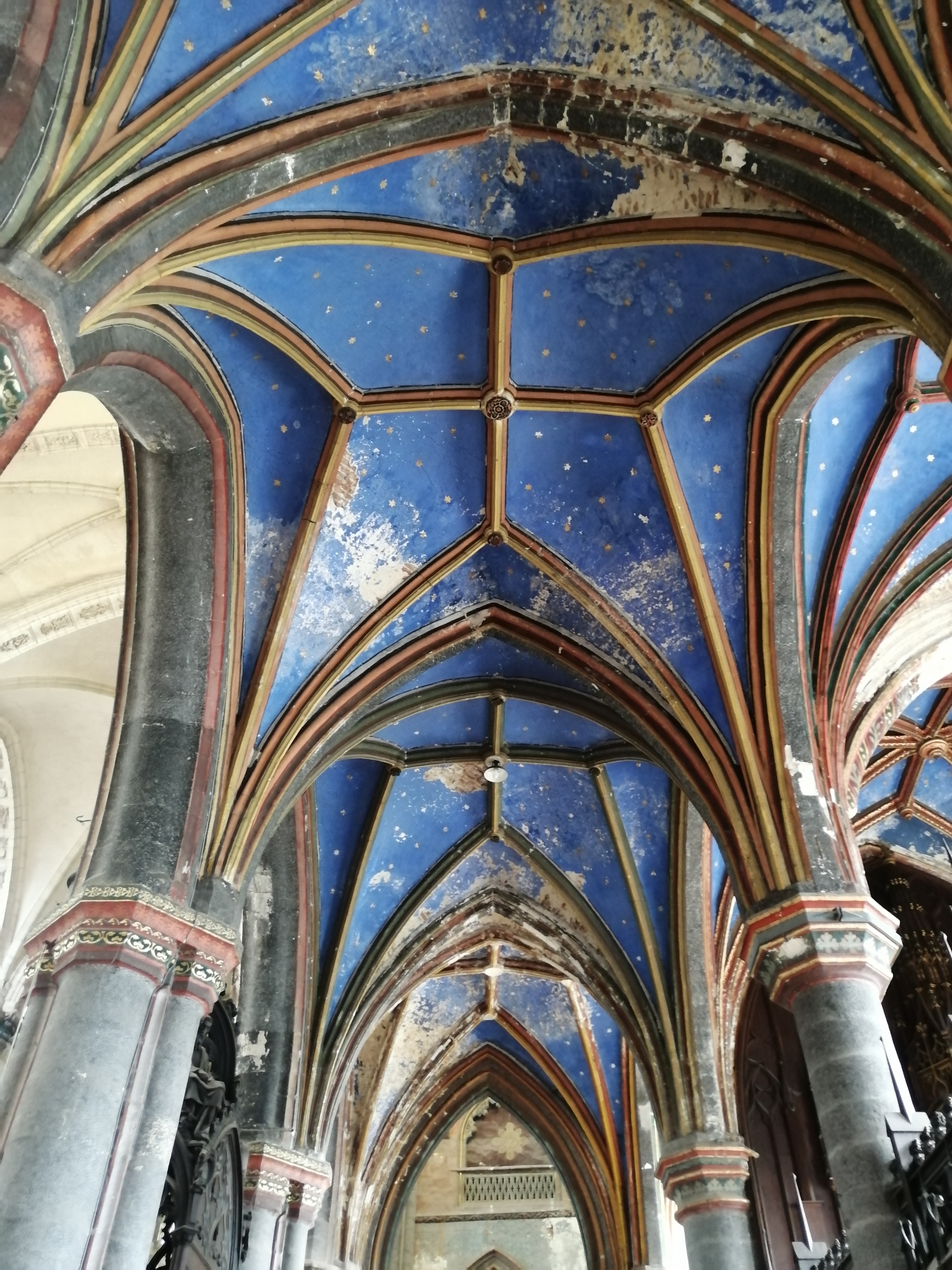
Plafond étoilé du bas-côté sud, peint sous la cure de Mgr Scott.

Durant le XIXe siècle, Mgr Edouard Scott, curé irlandais d'Aire de 1829 à 1887, va entièrement réaménager l'intérieur de l'église Saint-Pierre. Il s'en tient à sa devise : "Dilexi decorem domus tuae" signifiant "j'ai aimé la splendeur de ta maison". Des salles de catéchisme sont érigées en 1833 au fond de la nef. Il fait exécuter des peintures murales sur l'intégralité des murs de la collégiale, pave le sol de marbre (1844), remanie des fenêtres remplages et réseaux et en posant des verrières historiées. Les balustrades du triforium (niveau 2) seront remplacées. Des voûtes du chœur et de la nef (1864) sont également refaites. Un nouveau mobilier est commandé à un certain Auguste Boileau, sculpteur et architecte : le jubé (1840-1842), la chaire à prêcher (1845), les autels et clôtures des chapelles latérales (1850-1856) Le chemin de croix est installé en 1851 dans le transept. Les résultats furent jugés très satisfaisants par les contemporains : "le mobilier de style troubadour est représentatif d'une évolution qu'il convient de ne pas mépriser", estime M. Waldschmidt, architecte en chef des Monuments Historiques. C'est ainsi réhabilitée de l'intérieur et fort admirée à l'époque que l'église d'Aire connut un petit siècle de paix bien mérité. La collégiale est ainsi classée monument historique en 1862.
Au XXe siècle, des travaux de restauration sont entrepris par Pierre Paquet dès 1907. Ils sont interrompus par les tirs de la Première Guerre mondiale. Les remplages édifiés par Mgr Scott sont détruits et la toiture est touchée. Cependant, l'église n'eut pas à souffrir comme au temps de Louis XIV. Le maire d'alors, Abel Delbende, s'était opposé à ce que l'armée anglaise utilisât la tour comme observatoire et base d'opérations. En 1922, après qu'un ouragan endommage la bâtisse, des travaux reprennent sur la tour et le chœur dès 1924. Une restauration architectonique est entreprise : Huignard poursuit le renouvellement des balustrades et des réseaux de fenêtres puis des arcs-boutants. Lors de la Seconde Guerre mondiale, un bombardement allemand atteint, en mai 1940, le flanc sud de la collégiale. Dix-huit fenêtres sont soufflées tout comme certaines toitures. En août 1944, ce sont les bombes de la RAF qui détruisent les chapelles rayonnantes sauf celles du nord. Le souffle atteint le mobilier, fenêtres et voûtes. Ainsi, au lendemain de la guerre, d'énièmes entreprises de restauration commencent. L'église ne sera rendue au culte qu'en 1954, le chœur est rouvert le 8 août 1981 puis sera repavé 2 ans plus tard.

## Dimensions

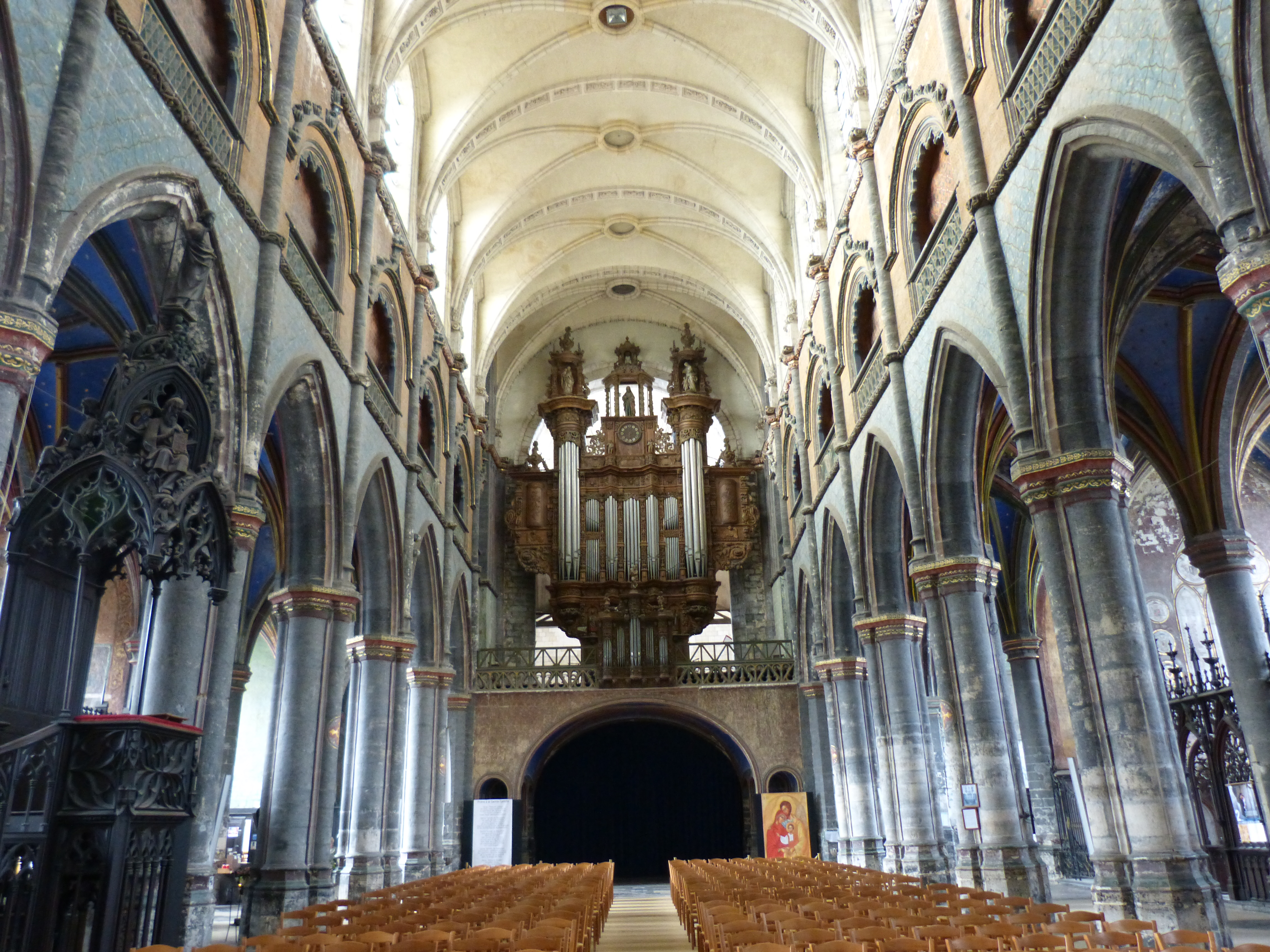
La nef et l'orgue.

Elle a les caractéristiques d'une grande cathédrale, mais en l'absence d'un évêché à Aire-sur-la-Lys, elle ne peut revendiquer que le titre de collégiale. Les dimensions de l'édifice sont en effet impressionnantes :
- longueur totale extérieure : 105 mètres ;
- largeur totale extérieure : 40 mètres ;
- largeur de la nef centrale : 10 mètres ;
- hauteur des voûtes latérales : 10 mètres ;
- hauteur des grandes voûtes : 20 mètres ;
- hauteur de la tour : 65 mètres.

## Architecture

### Description extérieure

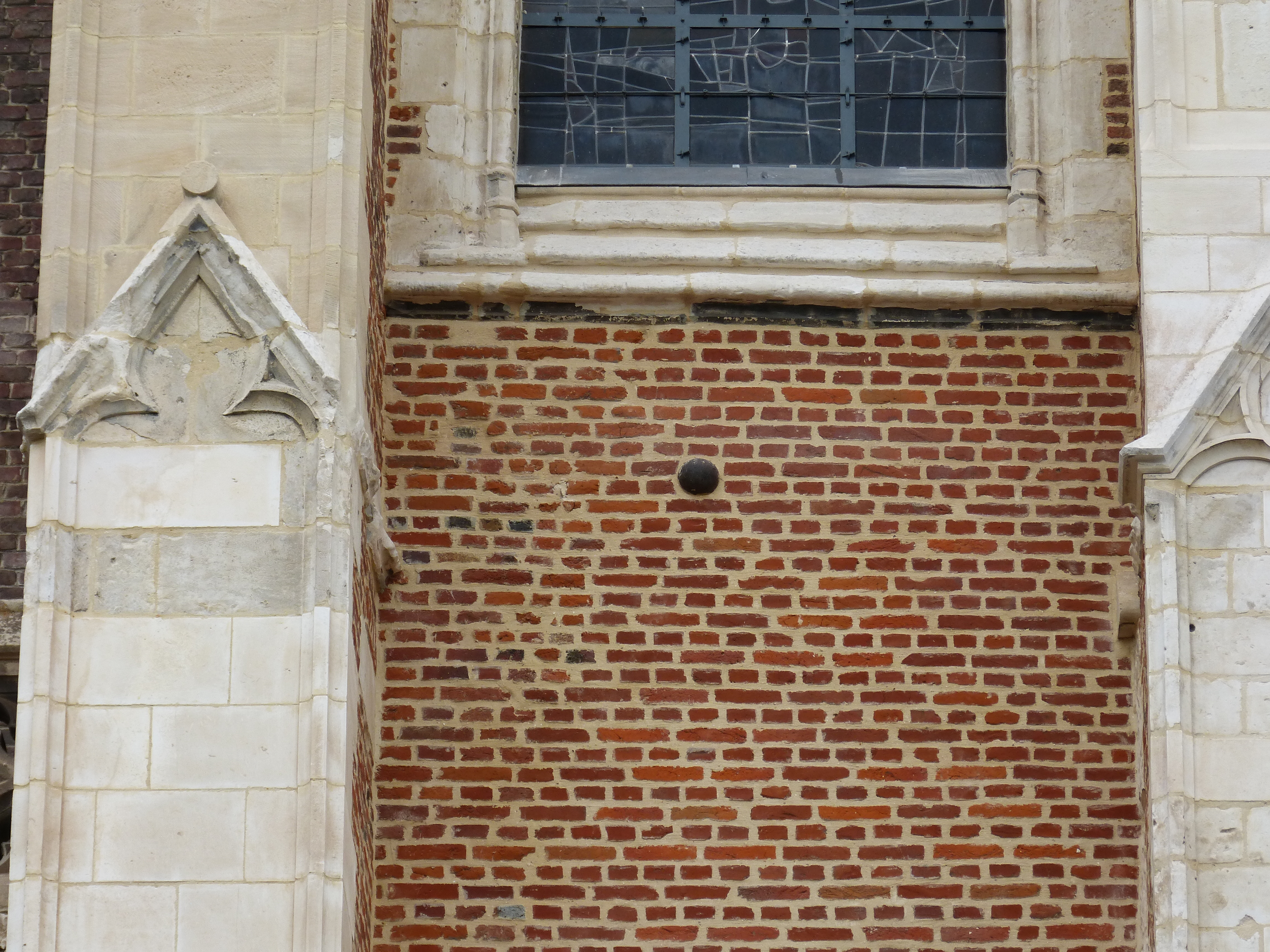
Détail du boulet de canon datant du siège de 1710.

L’église se présente comme un haut édifice rectangulaire, flanqué d’une façade un peu plus élevée que la toiture et d’une abside arrondie. Comme beaucoup d'autres, elle adopte un plan allongé en croix latine. Les murs sont percés de larges fenêtres. Les contreforts sont peu saillants. Les matériaux utilisés sont le grès à la base, la brique au-dessus, des pierres blanches en angle. La façade en pierres blanches est constituée de 3 étages. Au milieu du 2e étage, une grande fenêtre éclaire le fond de la nef, des écussons portent les armes des Caverel et les dates 1688 et 1837 (l’Armée a utilisé la chapelle de 1795 à 1837). L’étage supérieur comporte un fronton, encadré de consoles renversées. Le fronton est sommé d’une croix.
Dans le cadre des projets de réhabilitation des monuments d'Aire-sur-la-Lys, une partie du flanc sud de la collégiale est en restauration depuis 2018. Peu avant les journées du patrimoine en 2019, des échafaudages ont été retirés, laissant le mur extérieur du transept découvert. Ainsi, on découvre sous un vitrail un boulet de canon datant du siège de 1710.

### Description intérieure
Malgré la longueur du chantier et des diverses restaurations durant l'époque moderne, la collégiale présente une unité stylistique. Le rez-de-chaussée, la nef, le chœur, les voûtes hautes et la croisée d'ogives sont essentiellement gothiques. Le vestibule, profond de deux travées sous la tour, précède une nef formée d'un vaisseau central de sept travées barlongues, encadré de bas-côtés donnant sur des chapelles latérales de diverses tailles (une, deux ou trois travées de bas-côtés). Le transept possède deux bras de deux travées. Il ouvre sur le chœur profond de quatre travées. Ce dernier est terminé par une abside en rond-point à cinq arcades, ceint de bas-côtés finissant en déambulatoire, desservant des chapelles rayonnantes. L'élévation est à trois niveaux : grandes arcades, triforium sans passage et fenêtres hautes. Les matériaux sont variés : le grès est utilisé pour le soubassement et les piles de la nef, la pierre calcaire pour celles des bas-côtés et du déambulatoire et de la brique pour les parois entre les chapelles. Malgré les destructions liées aux conflits militaires, la collégiale possède un riche mobilier, comportant entre autres un buffet d'orgues de 1633, une statue de Notre-Dame Panetière de 1510, une statue de la Vierge de facture flamande du XVe siècle et une statue de saint Pierre à l’entrée du monument. La chaire, accueillant le tétramorphe en sa partie supérieure, et le jubé sont quant à eux de 1845.

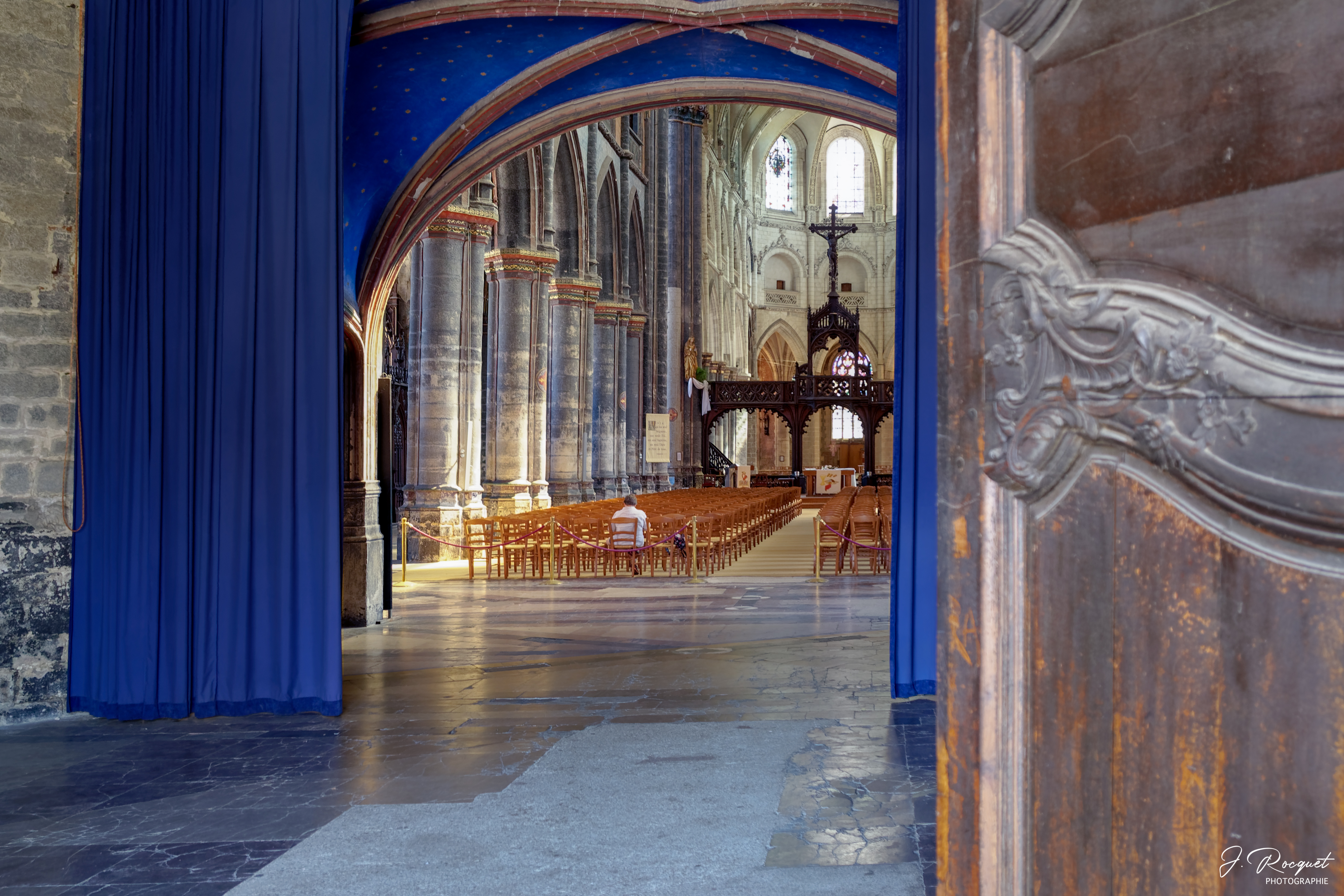
Entrée de la collégiale.
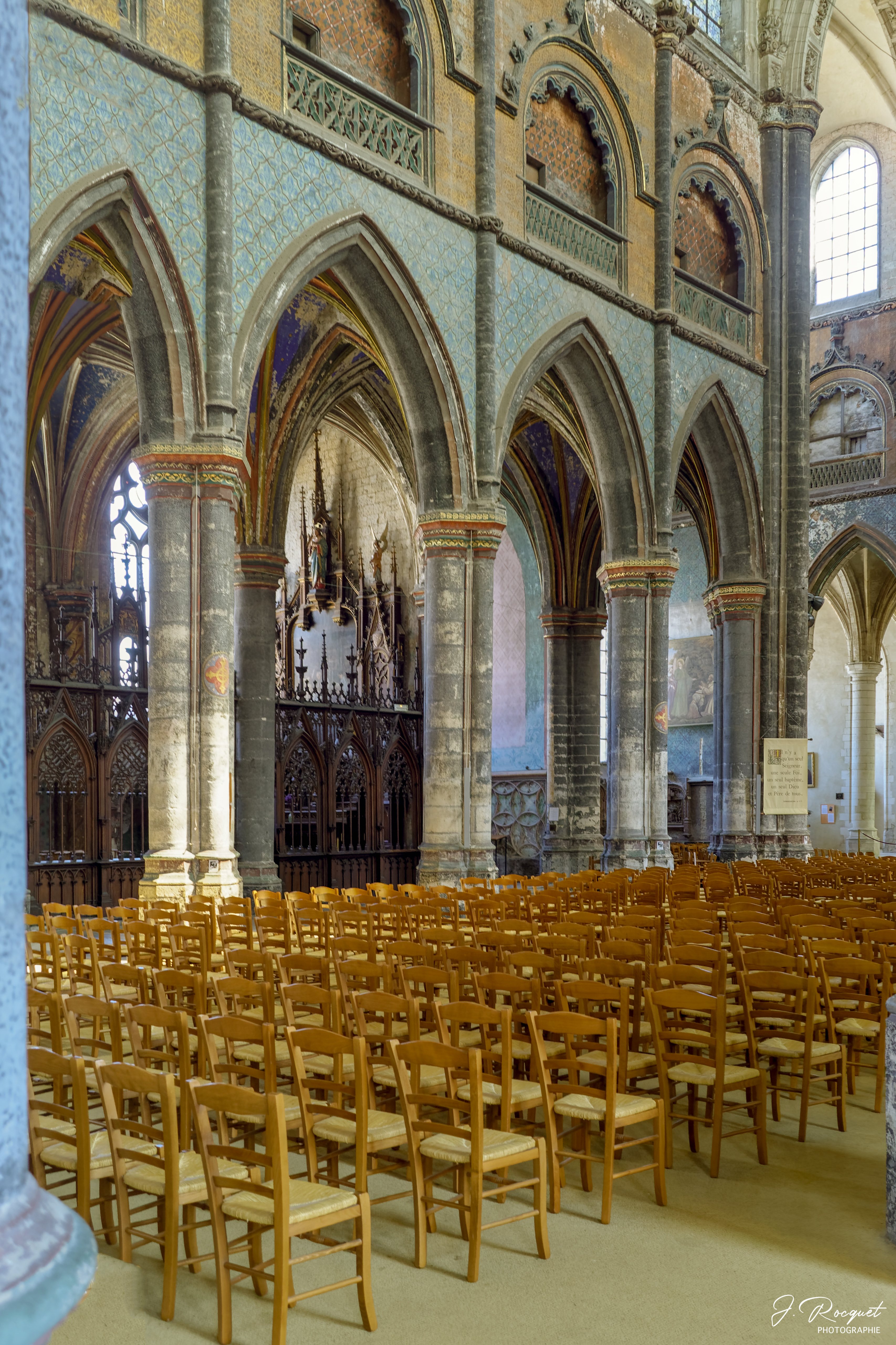
La nef et les grandes arcades.
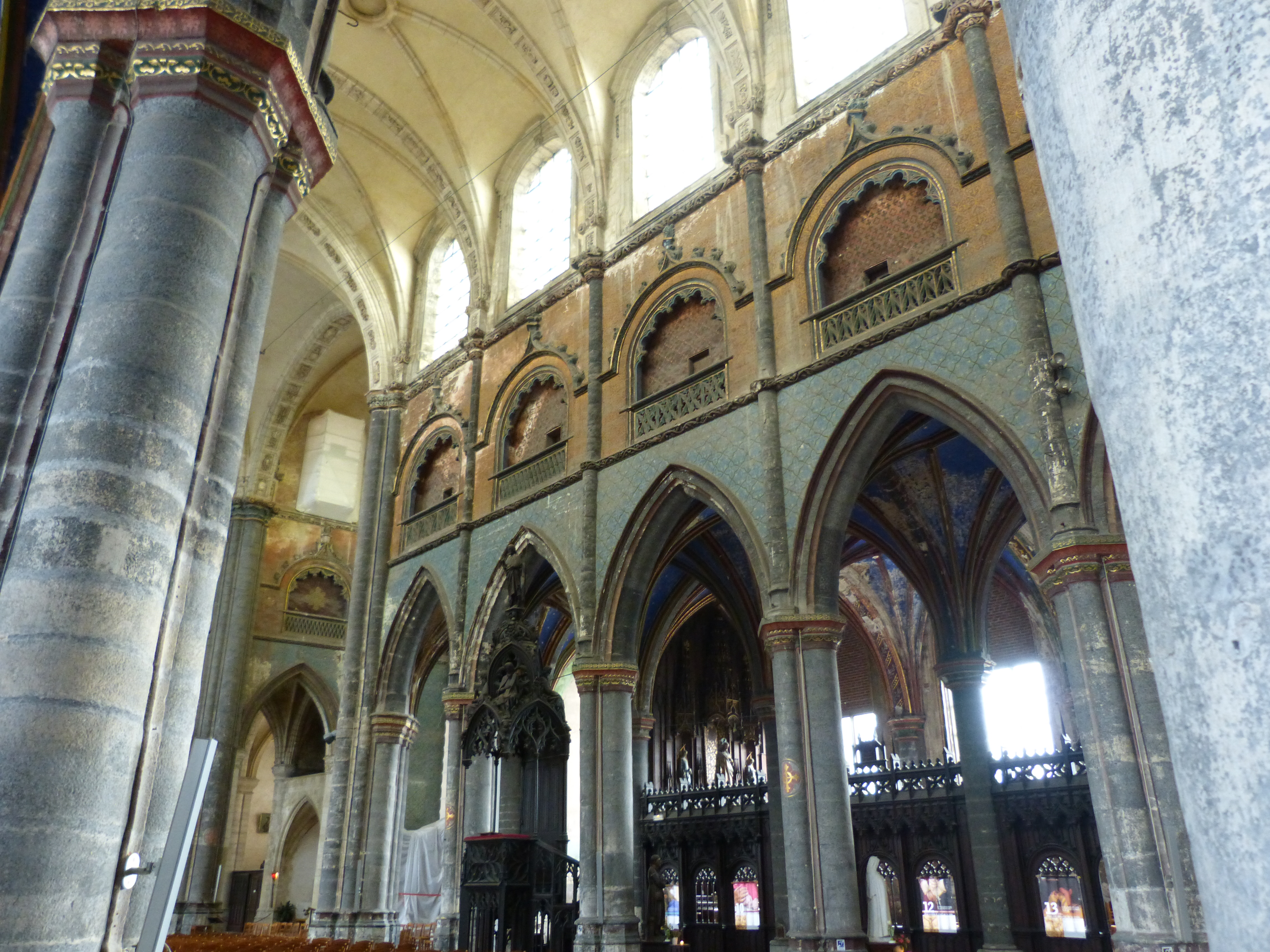
Niveaux de la collégiale : grandes arcades, triforium sans accès et fenêtres hautes.
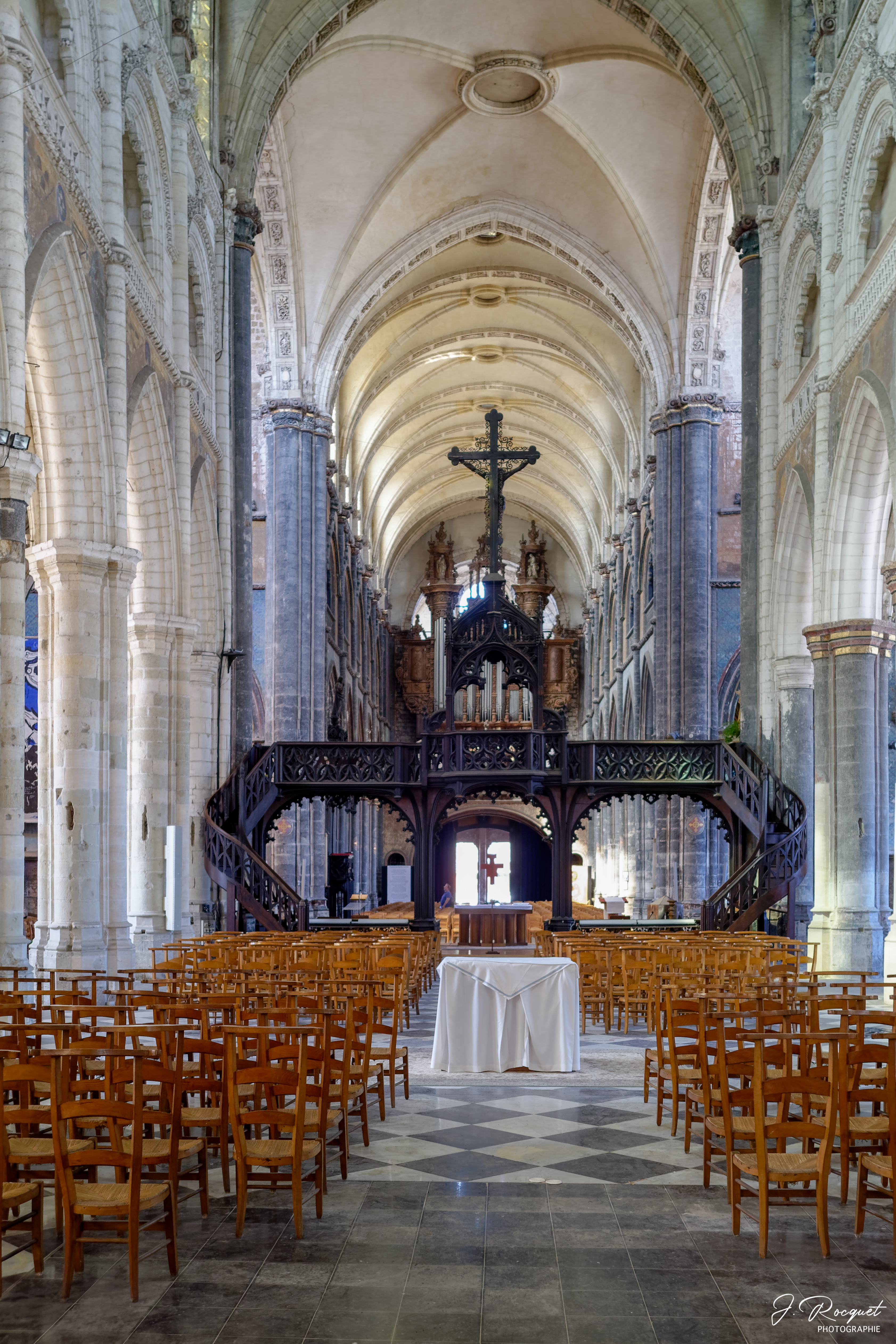
La nef et les orgues.
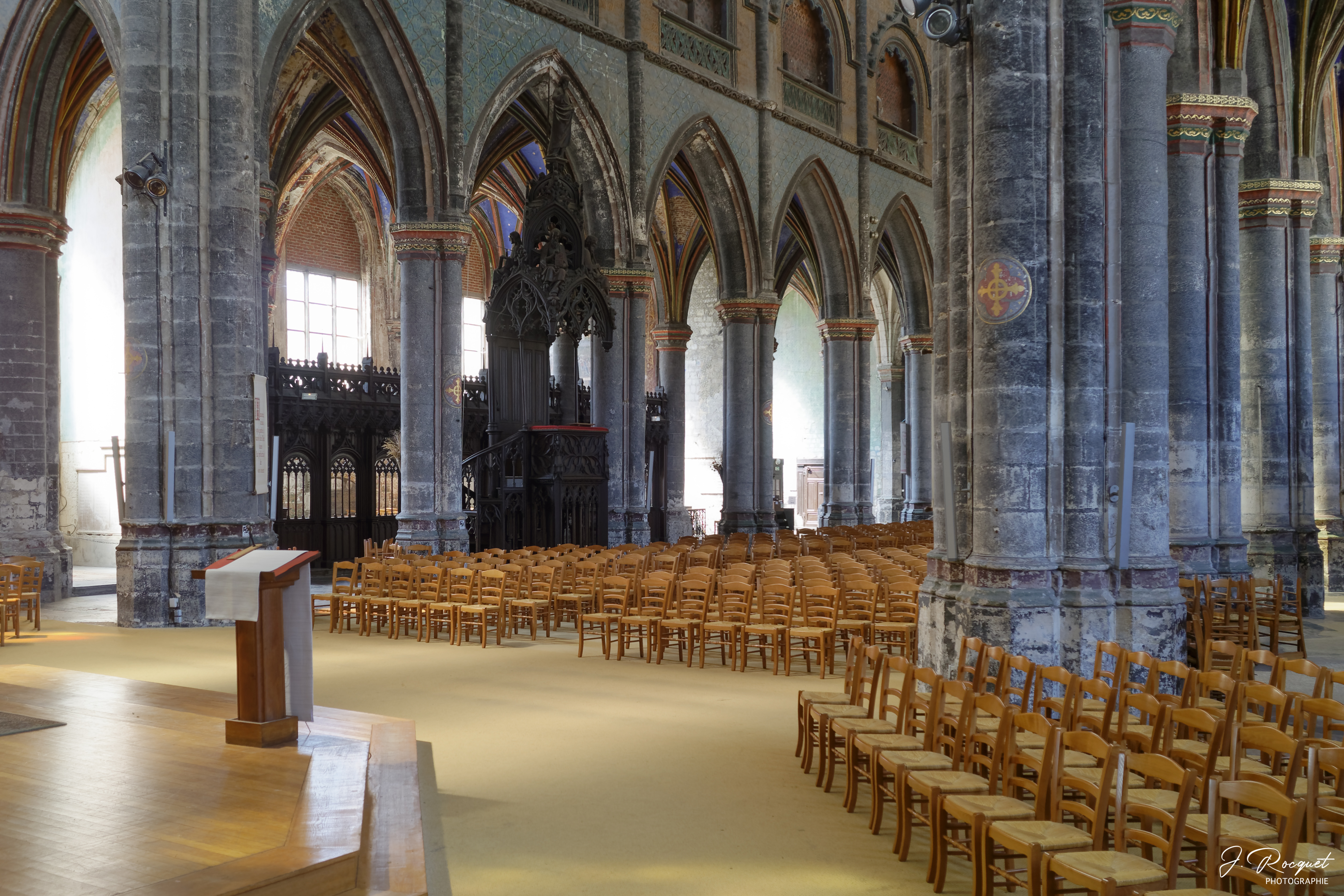
La nef vue du chœur.
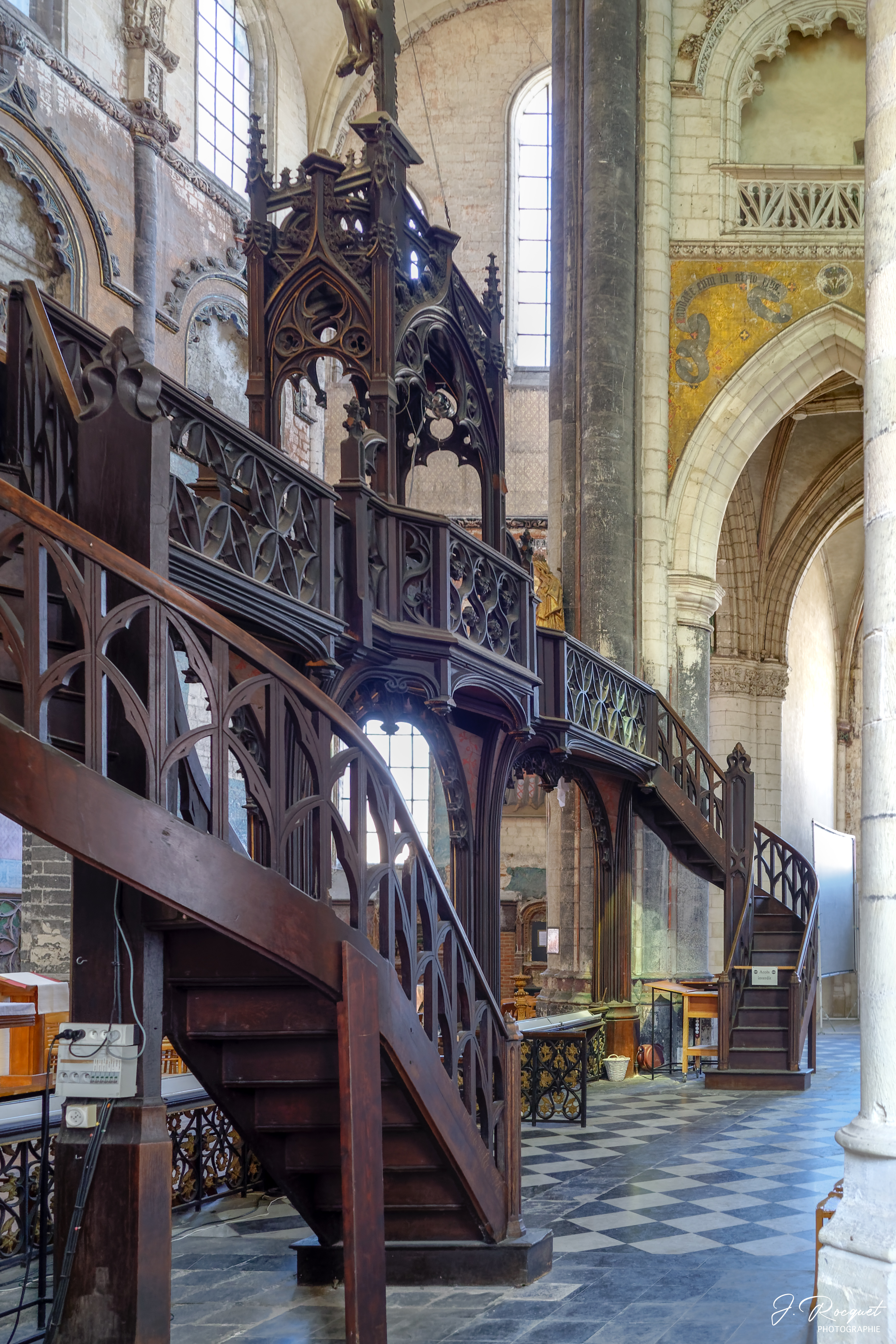
La chaire.

Le chemin de Croix a été installé en 1851 à la demande de monseigneur Scott qui fut curé de Saint-Pierre de 1829 à 1887. Il a fait peindre et décorer entièrement collégiale Saint-Pierre entre 1832 et 1868, sous l’autorité de l’architecte Magnard

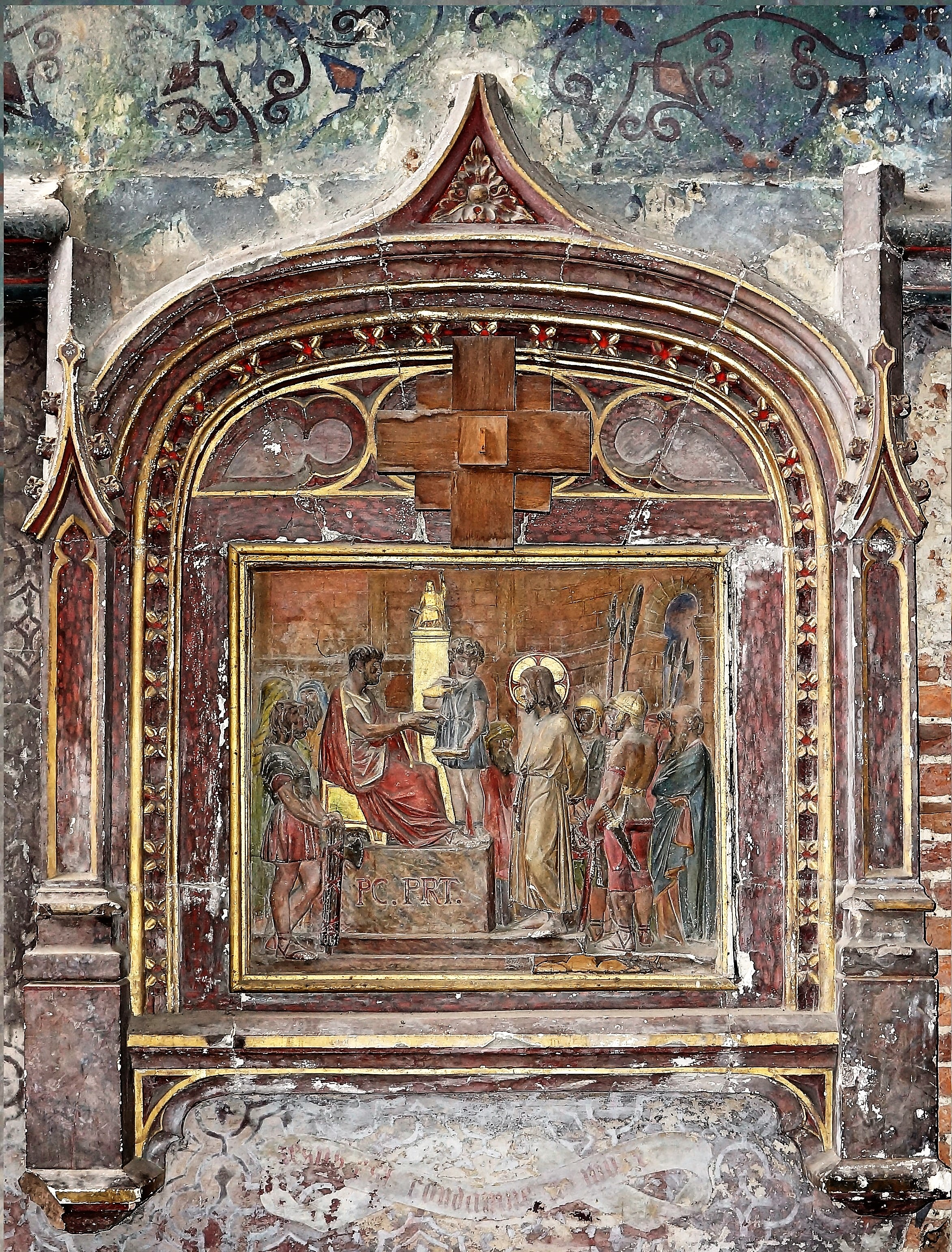
Station 1, du Chemin de croix Jésus est condamné à être crucifié.
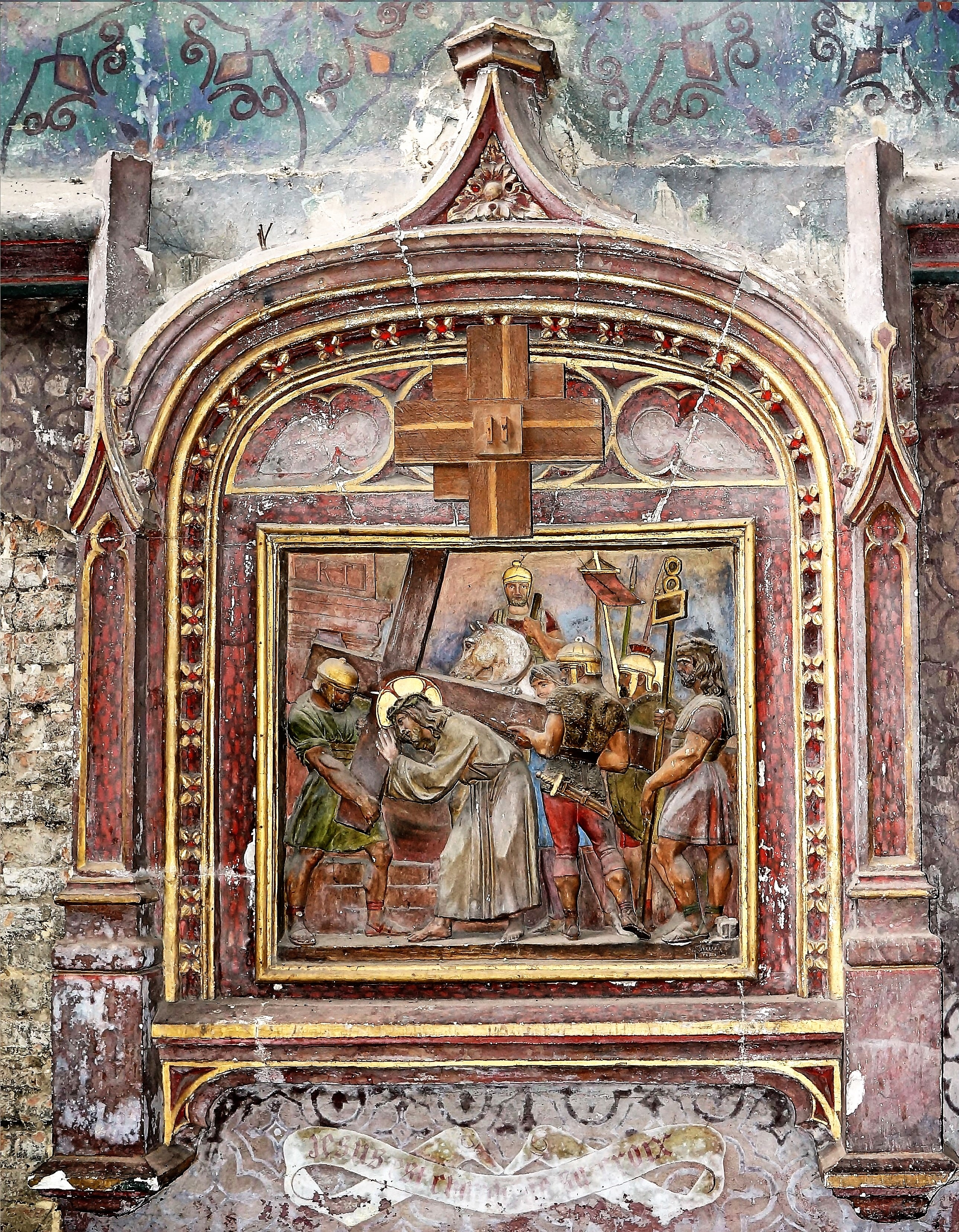
Station 2, du Chemin de croix, Jésus est chargé de sa croix.
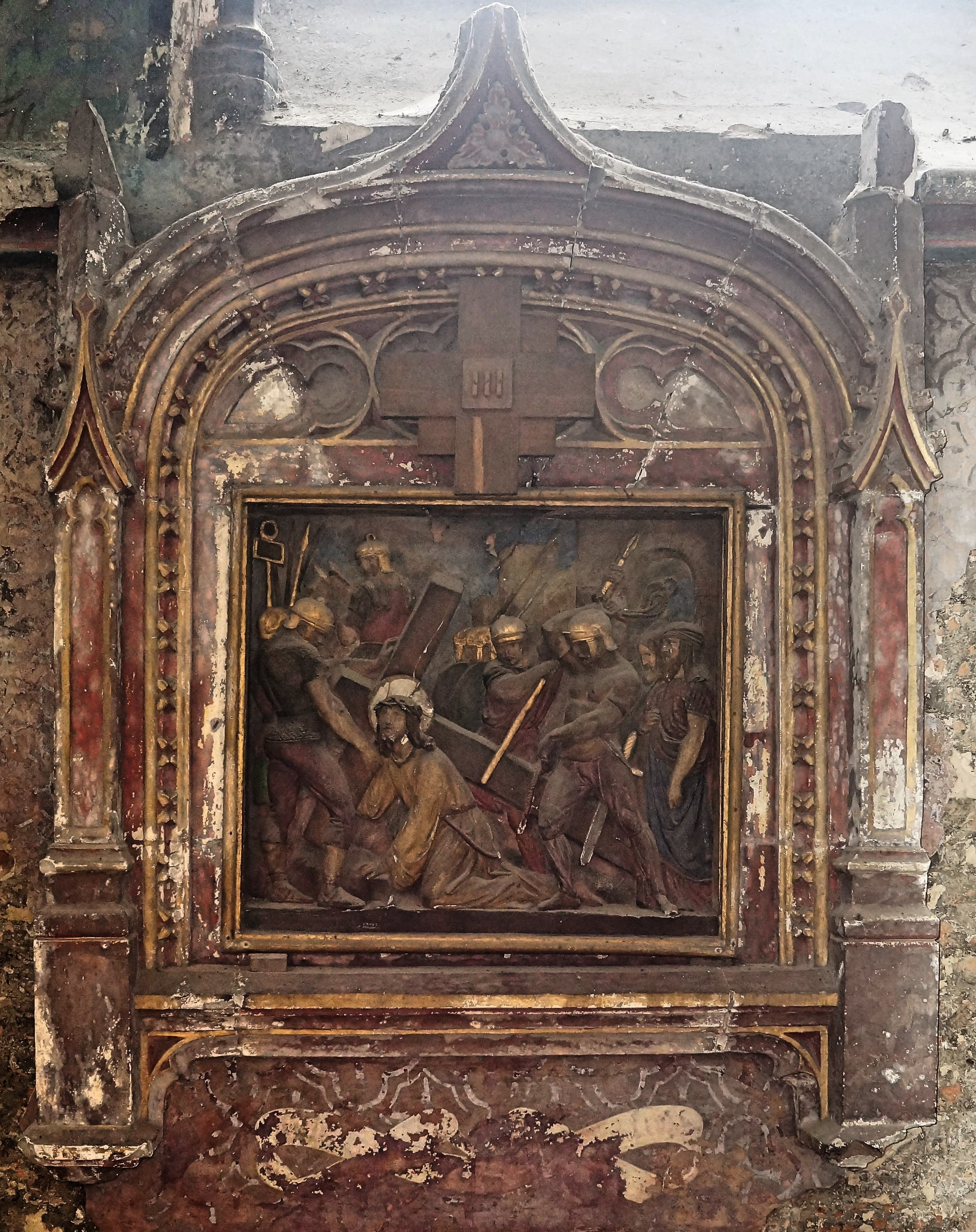
Station 3, Jésus tombe pour la première fois sous le poids de la croix.
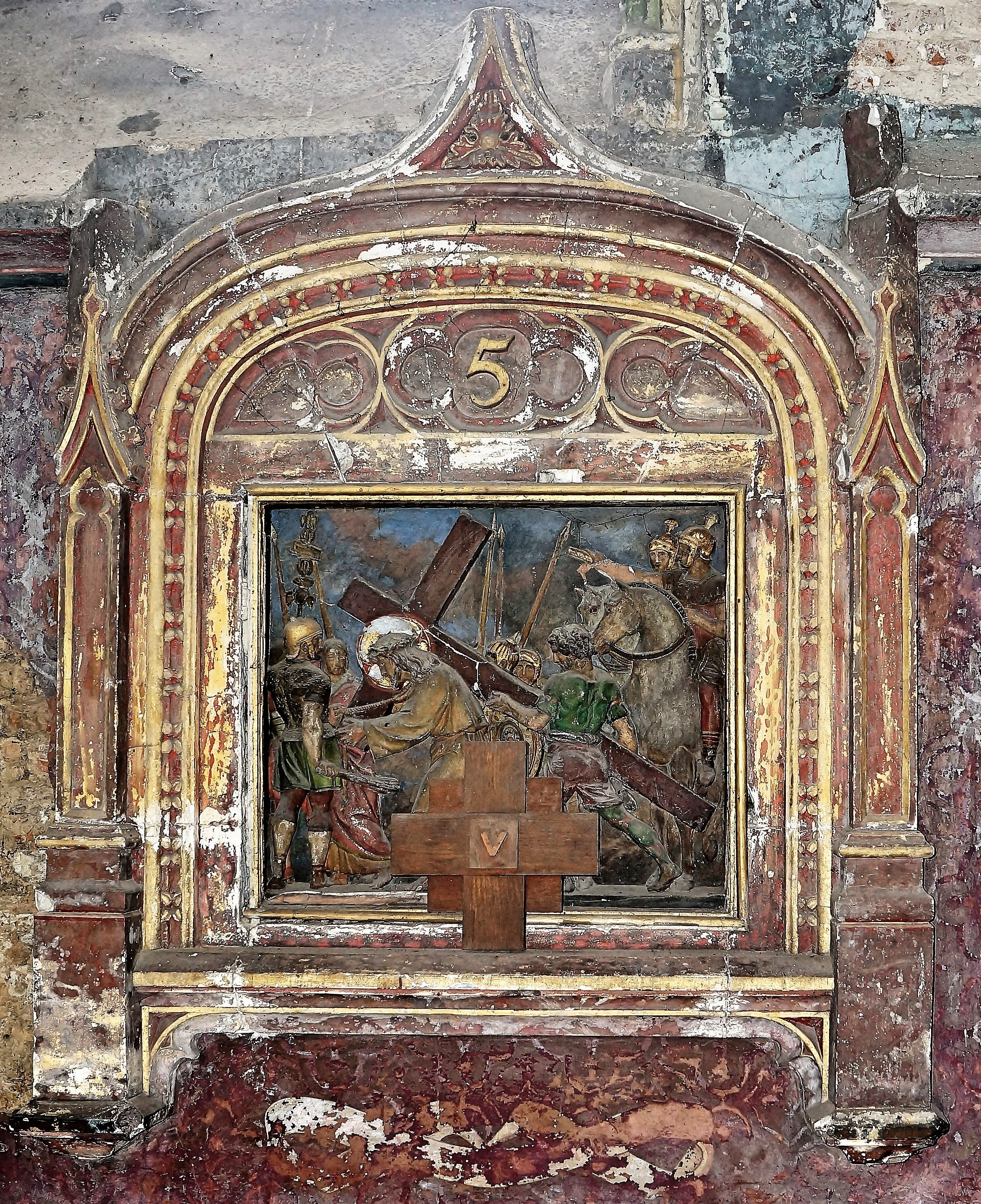
Station 5, Simon de Cyrène aide Jésus à porter sa croix.

## Culte lié à Notre-Dame Panetière

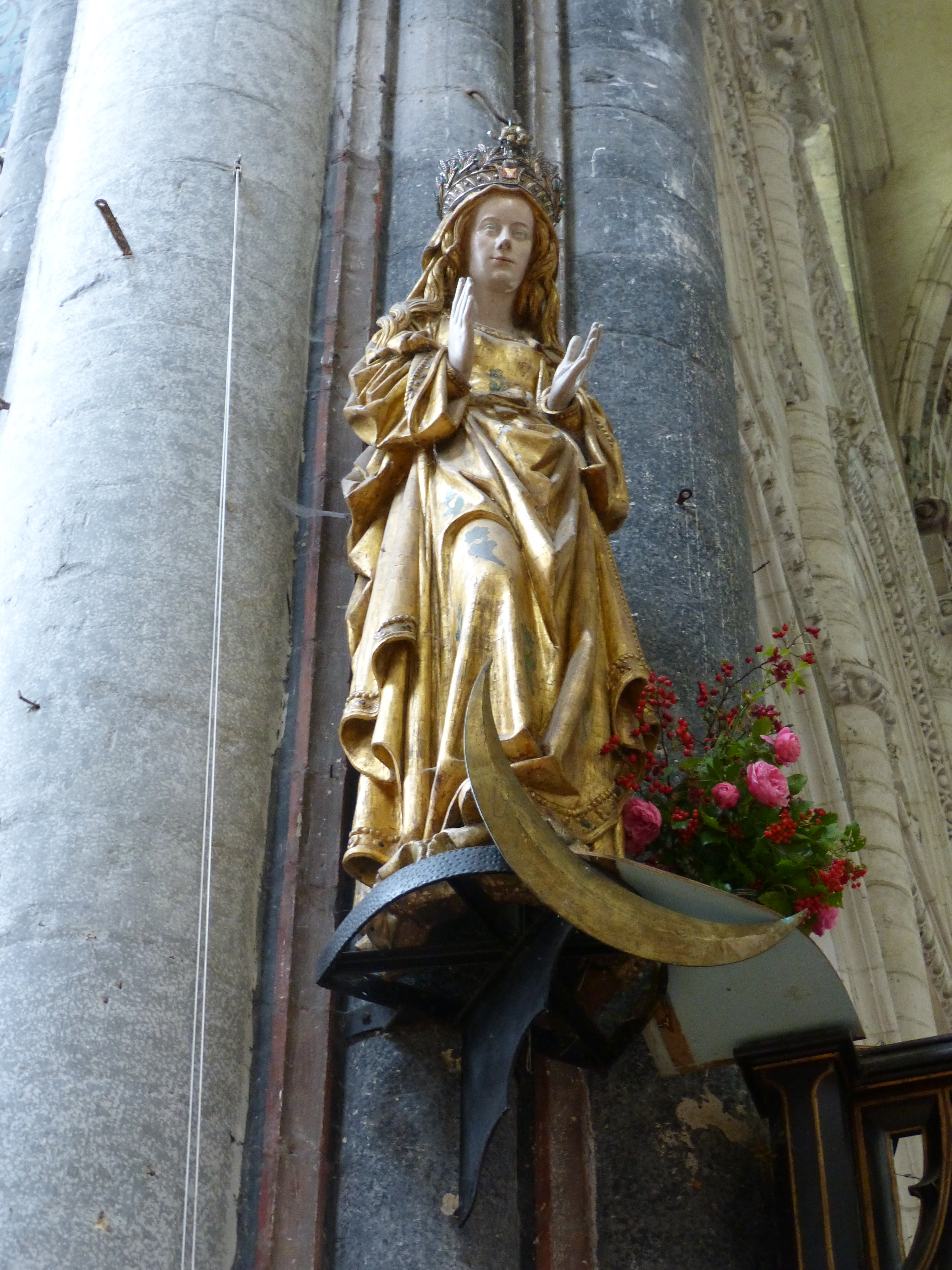
La statue de Notre-Dame Panetière

La collégiale Saint-Pierre est liée au culte de Notre-Dame Panetière. Une statue de cette dernière est présente près de l'autel, sur la gauche du jubé. Elle est sortie de la collégiale chaque année, le 15 août, jour de l'Assomption, pour une procession dans toute la ville d'Aire-sur-la-Lys. Récemment, le culte a célébré ses 800 ans.
La légende de Notre-Dame Panetière est liée aux guerres de Philippe II Auguste, roi de France de 1180 à 1223. Une coalition s'était formée contre le roi, dont les membres les plus éminents furent l'Empereur Otton IV, Jean Sans Terre, roi d'Angleterre, et le comte de Flandre, Ferrand de Portugal. Ce dernier attaque l'Artois et assiège la ville d'Aire-sur-la-Lys en 1213. La ville est vite affamée, et s'en remet à la prière. Le peuple invoque la Vierge Marie de mettre fin à leurs souffrances frumentaires. Un miracle se produit : quelques semaines plus tard, une charrette de pain entre dans la ville. Les bourgeois et les soldats de la ville, « le dimanche dans l’octave de l’Assomption », parviennent à repousser les agresseurs flamands, ouvrant ainsi un chemin au convoi du roi de France chargé de vivres. C'est en effet ce dernier qui l'a envoyé afin d'empêcher la ville de tomber dans les mains des Flamands. Grâce à ce sauvetage, Philippe Auguste pourra manœuvrer dans le Nord de la France pour contrer la coalition : il remportera une grande victoire à Bouvines. C’est donc en mémoire de l’arrivée de ces secours alimentaires que la sainte Vierge Marie fut dès lors invoquée sous le vocable de Notre-Dame de la Panetière.
Depuis cette date à jamais mémorable pour la ville, nombre d’actes de charité se sont développés autour de Notre-Dame de la Panetière. Une confrérie centrée sur la piété et la charité, avec distribution des pains aux pauvres, fut instituée. Un pèlerinage important réunit chaque année habitants et pèlerins de l’extérieur.